# 出雲バイパス

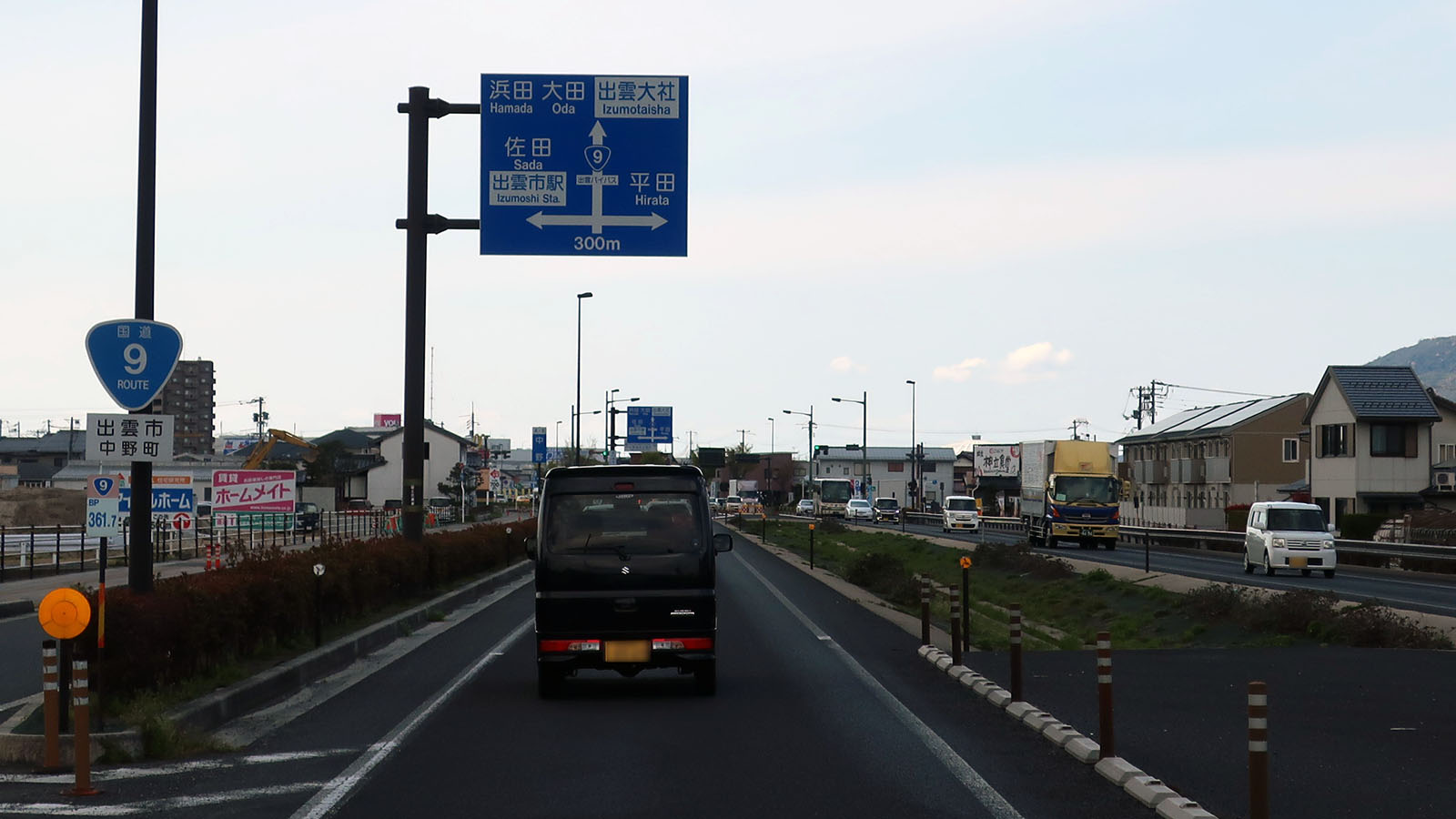
出雲バイパス
島根県出雲市中野町

出雲バイパス（いずもバイパス）は、島根県の出雲市内を走る、全長約9 kmの国道9号バイパスである。このうち一部区間 (2 km) については地域高規格道路「境港出雲道路」として指定されている。
山陰地方の国道9号バイパスは山陰自動車道に並行する自動車専用道路（A' 路線）として整備されている区間が多いが、当バイパスは一般道であり、並行する山陰自動車道は高速自動車国道（A路線）として整備されている。

## 概要

### 路線データ
- 起点：島根県出雲市斐川町富村
- 終点：島根県出雲市芦渡町
- 全長：8.7 km
- 規格：第4種第1級
- 設計速度：60 km/h
- 道路幅員
  - 一般部：40.0 m
  - 橋梁部：25.5 m
- 車線幅員：3.5 m
- 車線数：暫定2車線・完成4車線
  - 暫定2車線になっているが多くの区間が両側暫定方式で建設されている。

## 歴史
- 1974年度（昭和49年度）：斐川町大字富村 - 出雲市高松町間事業化[1]。
- 1980年（昭和55年）5月23日：斐川町大字富村 - （主）出雲大社線間都市計画決定[1][2]。
- 1983年（昭和58年）3月8日：（主）出雲大社線 - 出雲市高松町間都市計画決定[1][2]。
- 1998年（平成10年）6月：（都）北本町高岡線 - （市）渡橋平野線 (1.3 km) 暫定2車線で供用開始[1]。
- 1999年（平成11年）7月：（都）新崎大塚線 - （都）北本町高岡線 (0.3 km) および（市）渡橋平野線 - （主）出雲大社線 (0.6 km) 暫定2車線で供用開始[1]。
- 2001年（平成13年）4月17日：（主）出雲大社線 - 出雲市芦渡町間都市計画変更[1][2]。
- 2003年（平成15年）3月：（都）新崎大塚線 - （都）今市川跡線 (0.6 km) 暫定2車線で供用開始[1]。
- 2003年（平成15年）12月12日：都市計画変更[2]。
- 2004年（平成16年）4月：（一）矢尾今市線- （市）渡橋平野線完成4車線で供用開始[1]。
- 2007年（平成19年）12月2日：斐川町大字併川 - （都）今市川跡線 (2.2 km) および（主）出雲大社線 - 出雲市芦渡町 (2.8 km) 暫定2車線で供用開始し全線開通[3][1]。
- 2008年（平成20年）8月：斐川町大字富村 - 斐川町大字併川間4車線化[1]。
- 2012年（平成24年）：現道すりつけ部供用開始。出雲バイパス事業休止[1]。
- 2016年（平成28年）4月1日：旧道が国道184号（神立交差点 - 渡橋中央交差点間延長4.6 km）および島根県道28号出雲大社線（渡橋中央交差点 - 神戸橋北方交差点間延長4.6 km）となり、島根県に移管される[4]。
- 2020年度（令和2年度）：中野町・姫原地区事故対策として中野町 - 姫原間の4車線化事業が事業化[5]。
- 2022年度（令和4年度）：出雲バイパス（神立〜中野東）として斐川町併川 - 中野町間の4車線化事業が事業化[6]。
- 2022年（令和4年）10月27日：中野町・姫原地区事故対策事業によって中野町 - 姫原間延長1.3 kmが4車線化[7]。

## 路線状況

### 橋梁
- 併川高架橋
- からさで大橋（斐伊川）
- 大津高架橋
- 出雲ロマン橋（新内藤川）

- 姫原高架橋
- 赤川橋（赤川（旧河道））
- 塩治赤川橋（赤川（新河道））
- 神戸橋（神戸川）

### 交通量
2005年度（平成17年度道路交通センサスより）
平日24時間交通量（台）
- 出雲市今市町半ケ沢：24,594（現・国道184号）

## 地理

### 通過する自治体
- 島根県
  - 出雲市

### 交差する道路
- 上側が起点側、下側が終点側。左側が上り側、右側が下り側。
- 交差する道路の特記が無いものは市道。

| 交差する道路           | 交差する道路              | 交差する場所 | 京都から (km) | 備考           |
| ---------------------- | ------------------------- | ------------ | ------------- | -------------- |
| 国道9号 米子・松江方面 |                           |              |               |                |
|                        | 県道197号木次直江停車場線 | 富村         | 358.9         |                |
|                        |                           | 千家         | 359.3         |                |
|                        | 国道184号                 | 神立         | 359.8         |                |
| 県道159号出雲平田線    | 県道159号出雲平田線       |              | 361.3         |                |
|                        |                           | 中野東       | 361.6         |                |
|                        |                           | 中野美保     | 362.0         |                |
|                        |                           | 大津朝倉北   | 362.6         |                |
|                        |                           | 姫原東       | 362.9         |                |
| 県道278号矢尾今市線    | 県道278号矢尾今市線       | 姫原         | 363.4         |                |
| 県道276号遙堪今市線    | 県道276号遙堪今市線       | 姫原西       | 363.5         |                |
|                        |                           | 消防本部北   | 364.1         |                |
| 県道28号出雲大社線     | 県道28号出雲大社線        | 渡橋北       | 364.8         |                |
|                        |                           | 白枝北       | 365.3         |                |
|                        |                           | 白枝新町     | 365.8         |                |
|                        |                           | 白枝西       | 366.0         |                |
|                        |                           | 高松北       | 366.4         |                |
|                        | 県道28号出雲大社線        | 神戸橋北方   | 366.9         |                |
|                        |                           | 芦渡         | 367.7 367.4   | キロポスト補正 |
| 国道9号 浜田・大田方面 |                           |              |               |                |